# 恋するココロ
「恋するココロ」（こいするココロ）は、日本の音楽ユニット、eufoniusの5作目のシングル。2006年1月25日にLantisから発売された。

## 概要
- 表題曲「恋するココロ」はテレビアニメ『かしまし 〜ガール・ミーツ・ガール〜』オープニングテーマとして使用された。
- CDジャケットには、大佛はずむが傘をさしている様子が描かれている。
- 「恋するココロ」、「ノクターン」両曲とも、アルバム『metafysik』に収録されている。

## 収録曲
（全作詞：riya、作曲・編曲：HAJIME KIKUCHI）
1. 恋するココロ [4:41]
2. ノクターン [4:34]
3. 恋するココロ（off vocal）

## 収録作品
| 曲名                     | 収録アルバム                                                   |
| ------------------------ | -------------------------------------------------------------- |
| 恋するココロ （TV size） | かしまし 〜ガール・ミーツ・ガール〜 オリジナルサウンドトラック |
| 恋するココロ             | metafysik                                                      |
| ノクターン               | metafysik                                                      |

## タイアップ
| 曲名         | タイアップ                                                            |
| ------------ | --------------------------------------------------------------------- |
| 恋するココロ | テレビアニメ『かしまし 〜ガール・ミーツ・ガール〜』オープニングテーマ |